# Sjeverni Keeling
Sjeverni Keeling (eng. North Keeling) je mali, nenaseljeni koraljni atol, s površinom od oko 1.2 km2, oko 25 km sjeverno od otoka Horsburgh. To je najsjeverniji atol i otok australskog teritorija Kokosovi otoci. Sastoji se od samo jednog otoka u obliku slova C, gotovo zatvorenog atolskog prstena s malim ulazom u lagunu, širokog oko 50 metara, na istočnoj strani. Laguna je površine od oko 0.5 km2. Otok je dom jedinoj preživjeloj populaciji endemske i ugrožene ptice Gallirallus philippensis andrewsi, kao i velikim kolonijama morskih ptica. Od 1995., otok Sjeverni Keeling i okolno more do 1.5.km od obale dio su unutar Nacionalnog parka Pulu Keeling.

## Povijest
Vjeruje se da su Kokosove otoke Europljani prvi put vidjeli 1609. godine, i to kapetan William Keeling, po kojem su i nazvani, iz Istočnoindijske kompanije na putovanju s Jave u Nizozemskoj Istočnoj Indiji. North Keeling je skicirao Ekeberg, švedski kapetan, 1749. godine, a zabilježio je kokosove palme na otoku. Također se pojavljuje na karti iz 1789. koju je napravio britanski hidrograf Alexander Dalrymple.
Otok su 1836. godine posjetili kapetan Robert FitzRoy i njegov pratilac Charles Darwin u HMS Beagle koji, kao ni mnogi drugi posjetitelji, nije mogao izaći na otok.
U 19. stoljeću mnogi ljudi koji su patili od beriberija iskrcani su na obalu otoka. Prisutno je nekoliko grobova, neki od tih ljudi, ali i od brodolomaca.

### Bitka kod Cocosa
Danq 9. studenoga 1914. njemačka krstarica SMS Emden napala je bežičnu i kabelsku stanicu na Direction Islandu, privlačeći pozornost australskog kruzera HMAS Sydney. U 11:20, nakon sat i pol duge bitke, teško oštećeni Emden nasukan je na otoku North Keeling. Godine 1915. jedna je japanska tvrtka predložila da se brod popravi i ponovno ispliva, no inspekcija HMAS Protector je zaključio da oštećenje Emdena valovima čini takvu operaciju neizvedivom. Do 1919. pojavili su se izvještaji da se olupina gotovo potpuno raspala i nestala.

### Lov na morske ptice
Između Prvog i Drugog svjetskog rata, grupe od oko 20 Kokosovih Malajaca bile su stacionirane na otoku i do dva tjedna u isto vrijeme kako bi sjekle drvnu građu, kokosove orahe i ptice koje su odnijeli na Home Island. U 1970-ima i 1980-ima, nabava učinkovitijih čamaca i vatrenog oružja dovela je do porasta lova na morske ptice i zabrinutosti zbog njegovog utjecaja na kolonije u kojima se ptice razmnožavaju.

### Nacionalni park Pulu Keeling
Godine 1986. postignut je sporazum između Australskih nacionalnih parkova i Službe za zaštitu divljih životinja i naroda Kokosovih Malajaca da se ograniči i održivo upravlja daljnjim lovom na Sjevernom Keelingu. Godine 1989. ciklon John opustošio je koloniju crvenonogih bluna (Sula sula) u Sjevernom Keelingu i lov je zabranjen da bi se omogućio oporavak populacije. Od tada nije bilo legalnog lova.
Nacionalni park Pulu Keeling osnovan je 12. prosinca 1995. godine. Važan je kao otok za razmnožavanje morskih ptica i morskih kornjača. Dom je endemske Gallirallus philippensis andrewsi i kokosove ribe anđele.
Nacionalni park je proglašen u sljedeće svrhe:
- očuvanje područja u njegovom prirodnom stanju, i
- poticanje i reguliranje primjerenog korištenja, uvažavanja i uživanja javnosti u području

Pristup je moguć samo uz dozvolu.

### Drugi statusi zaštićenog područja
Otok je naveden kao močvarno područje od međunarodne važnosti prema Ramsarskoj konvenciji 17. ožujka 1996., kao Ramsarsko područje 797. BirdLife International također je identificirao otok kao važno područje za ptice jer na njemu živi više od 1% svjetske populacije crvenonogih bluna (Sula sula), malog brzana (Fregata ariel) i smeđe čigre (Anous stolidus). Ima vjerojatno najveću koloniju crvenonogih bluna na svijetu, kao i drugu najveću populaciju malih brzana na australskom teritoriju.

## Vanjske poveznice
- Nacionalni park Pulu Keeling  Arhivirana inačica izvorne stranice od 29. siječnja 2007. (Wayback Machine)